# Burbank Challenger 2004
Il Burbank Challenger 2004 è stato un torneo di tennis facente parte della categoria ATP Challenger Series nell'ambito dell'ATP Challenger Series 2004. Il torneo si è giocato a Burbank negli Stati Uniti dal 18 al 24 ottobre 2004 su campi in cemento.

## Vincitori

### Singolare
Kevin Kim ha battuto in finale  Robert Kendrick con il punteggio di 7–5, 1–6, 6–3

### Doppio
Nick Rainey /  Brian Wilson hanno battuto in finale  Prakash Amritraj /  Eric Taino con il punteggio di 6–2, 6–3